# Макэлви, Томас
Томас Макэлви (англ. Thomas McElwee; 30 ноября 1957 — 8 августа 1981) — повстанец Ирландской республиканской армии, умерший во время голодовки 1981 года в тюрьме Мэйз.

## Биография
Кузен Фрэнсиса Хьюза. В 1970-е годы сформировал Южно-Деррийский отдельный республиканский отряд, который в течение долго времени организовывал засады на патрули британской армии и организовывал взрывы в населённых пунктах Марафелт, Каслдоусон и Мара. В октябре 1976 года он участвовал в налёте на город Баллимина, перевозя бомбы в автомобилях. Одна из бомб взорвалась прежде времени, ранив Макэлви в правый глаз. После ареста состоялся суд, на котором Макэлви были предъявлены обвинения в хранении взрывчатки и убийстве 26-летней протестантки Ивонн Данлоп, которая сгорела заживо в своём магазине одежды. Суд приговорил его к 20 годам тюрьмы, исключив, однако, из обвинения пункт о хранении взрывчатки. В тюрьме Макэлви присоединился к одеяльному протесту и голодовке. 8 августа 1981 спустя 62 дня после начала голодовки он умер.

## Память
- В 2009 году республиканцы увековечили имя Макэлви, назвав его именем своё отделение в городе Уотерфорд. По иронии судьбы, его имя было утверждено вместо имени Джорджа Леннона (1900—1991), который ввёл войска старой Ирландской республиканской армии в марте 1922 года и разработал тактику, которую применяли республиканцы[5].
- Макэлви упоминается в песне «Farewell to Bellaghy» (с англ. — «Прощание с Беллаги»), в которой упомянут и его двоюродный брат Фрэнсис Хьюз вместе с сослуживцами Макэлви по Южно-Деррийскому отдельному отряду и солдатами бригады Южного Дерри.
- Макэлви является главным героем песни «The Story of Thomas McElwee» рок-группы The Crucifucks.